# Rainer Zobel
Pour les articles homonymes, voir Zobel.
Rainer Zobel (né le 3 novembre 1948 à Wrestedt en RFA) est un ancien joueur, et aujourd'hui entraîneur de football allemand.

## Biographie

### Joueur
Il évolue deux années au Hanovre 96 entre 1968 et 1970, puis part en Bavière pour le Bayern de Munich entre 1970 et 1976.

### Entraîneur
Il commence sa carrière d'entraîneur en Allemagne en 1987 et commence par entraîner Eintracht Braunschweig pendant trois ans. 
Puis il reste à entraîner des équipes allemandes jusqu'en 1997 (Stuttgarter Kickers, Kaiserslautern, Nuremberg et Tennis Borussia Berlin) avant de partir pour l'Égypte et Al Ahly SC où il reste deux années.
Il retourne en Allemagne à Stuttgart pendant un an avant de partir entraîner aux Émirats (Bani Yas et Sharjah SC), puis de retourner en Égypte pour coacher l'Ittihad Alexandrie et ENPPI.
En 2005, Zobel est nommé entraîneur du Persepolis F.C., en Iran. Puis en 2009, il devient le nouvel entraîneur du club sud-africain des Moroka Swallows à Johannesbourg avec un contrat d'une année.
Depuis 2013, il entraîne le club égyptien d'El Gouna.

## Palmarès

### En tant que joueur
Bayern Munich 
- Ligue des champions (3) :
  - Vainqueur : 1974, 1975, 1976
- Coupe intercontinentale (1) :
  - Vainqueur : 1976
- Bundesliga (3) :
  - Vainqueur : 1972, 1973, 1974
  - Finaliste : 1971
- Coupe d'Allemagne (1) :
  - Vainqueur : 1971

### En tant qu'entraîneur
- Al Ahly SC
  - Championnat d'Égypte :
    - Champion (2) : 2000, 1999

- FC Dinamo Tbilissi
  - Supercoupe de Géorgie :
    - Vainqueur (1) : 2005